# جوليان دان
جوليان دان هو لاعب كرة قدم كندي في مركز الدفاع، ولد في 11 يوليو 2000 في تورونتو في كندا. لعب مع نادي تورونتو.

## وصلات خارجية
- جوليان دان على موقع اتحاد النرويج (النرويجية)
- جوليان دان على موقع الدوري الأمريكي (الإنجليزية)
- جوليان دان على موقع قاعدة بيانات كرة القدم.إي يو (الإنجليزية)
- جوليان دان على موقع Soccerway.com (الإنجليزية)